# Bajío de las Palmas
Bajío de las Palmas es una localidad del estado mexicano de Chihuahua. Es parte del municipio de Guachochi.

## Demografía
| Gráfica de evolución demográfica |
|                                  |

| Censo | Población |
| ----- | --------- |
| 1950  | 45        |
| 1960  | 99        |
| 1970  | 246       |
| 1980  | 264       |
| 1990  | 210       |
| 2000  | 275       |
| 2010  | 601       |
| 2020  | 1 004     |